# Perlica sępia
Perlica sępia (Acryllium vulturinum) – gatunek dużego ptaka z rodziny perlic (Numididae), zamieszkującego Afrykę Wschodnią.

## Systematyka
Takson po raz pierwszy opisany przez T. Hardwicke’a w 1834 roku pod nazwą Numida vulturina. Opis ukazał się czasopiśmie „Proceedings of the Zoological Society of London”. Jako miejsce typowe autor błędnie wskazał Afrykę Zachodnią. H. Friedmann w 1930 roku zaproponował jako miejsce typowe Tsavo w Kenii, natomiast w 2011 roku D. A. Turner uściślił do Masailand na obszarze Afryki Wschodniej. Jedyny przedstawiciel rodzaju Acryllium utworzonego przez G. R. Graya w 1840 roku. Gatunek monotypowy – nie wyróżnia się podgatunków. 

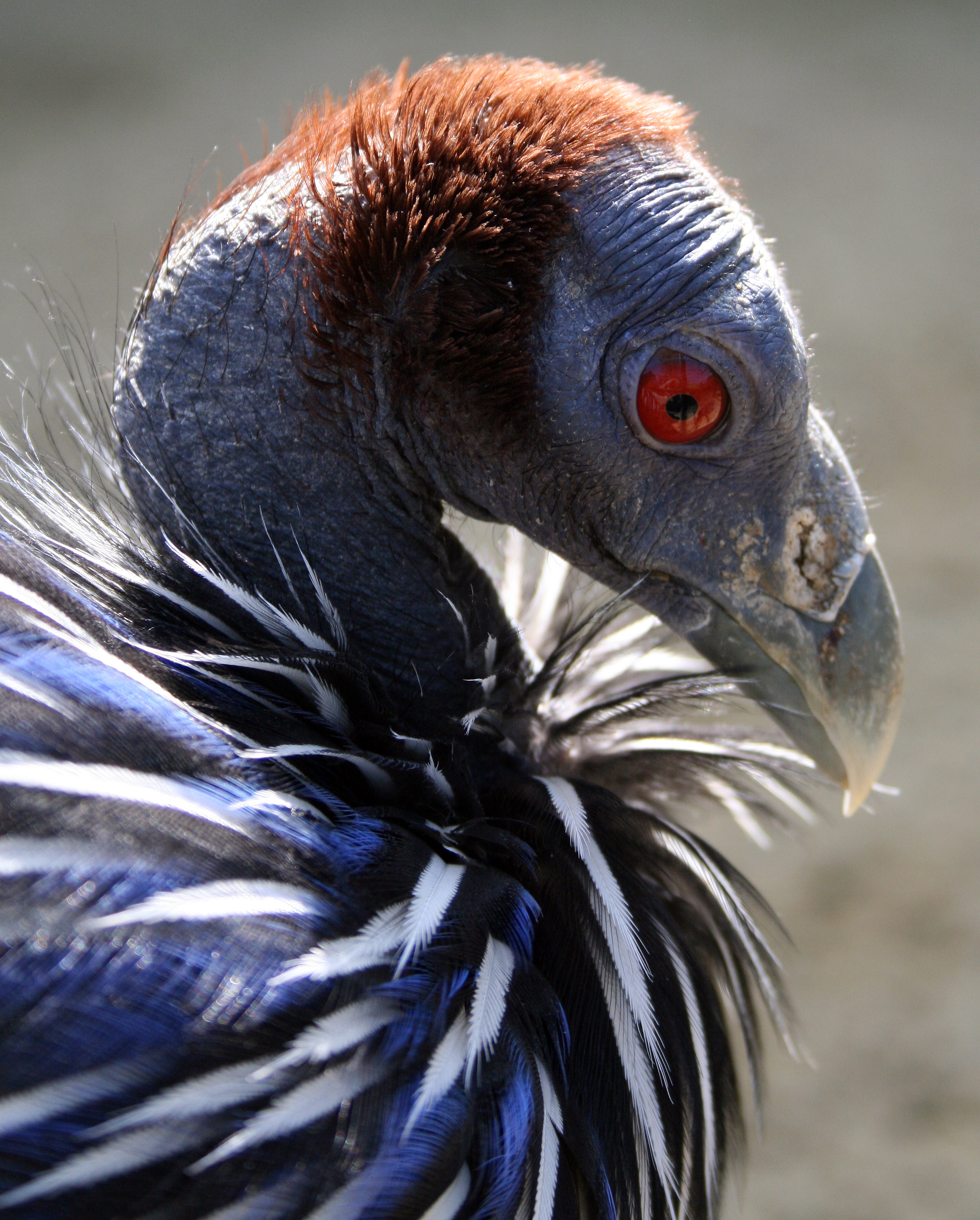
Zbliżenie głowy

## Morfologia
Długość ciała wynosi 61–71 cm, zaś jego masa 1,3 kg. Największa perlica. Głowa i szyja łyse o ciemnej, niebieskawej skórze (do czego nawiązuje nazwa, gdyż przypomina to głowę i szyję sępów). Obecna kryza złożona z długich, czarno-białych piór. Pierś i część brzucha granatowe. Wierzch ciała i pokrywy skrzydłowe czarne, pokryte okrągłymi plamkami. Lotki czarne z cienkimi, białymi paskami. Ogon długi, zwisający, środkowe sterówki czarne, zaś zewnętrzne białe. Dziób jasny, tęczówki czerwone.

## Występowanie
Wschodnia Afryka – południowa Etiopia, Somalia, Kenia, północno-wschodnia Tanzania. Środowisko życia stanowią sawanny oraz półsuche tereny trawiaste z krzewami, także nadrzeczne zarośla.

## Zachowanie
Porusza się chodząc lub biegając, nawet w przypadku zauważenia drapieżnika. Tworzy stada do 30 osobników, jednak w sezonie lęgowym ptaki te przebywają parami. W lęgu 4–6 jaj zniesionych do zagłębienia w ziemi. Inkubacja trwa 30 dni, wysiaduje jedynie samica.

## Status
Międzynarodowa Unia Ochrony Przyrody (IUCN) uznaje perlicę sępią za gatunek najmniejszej troski (LC – Least Concern) nieprzerwanie od 1988 roku. Trend liczebności populacji uznaje się za stabilny.